# 紅葉坂 (台東区)

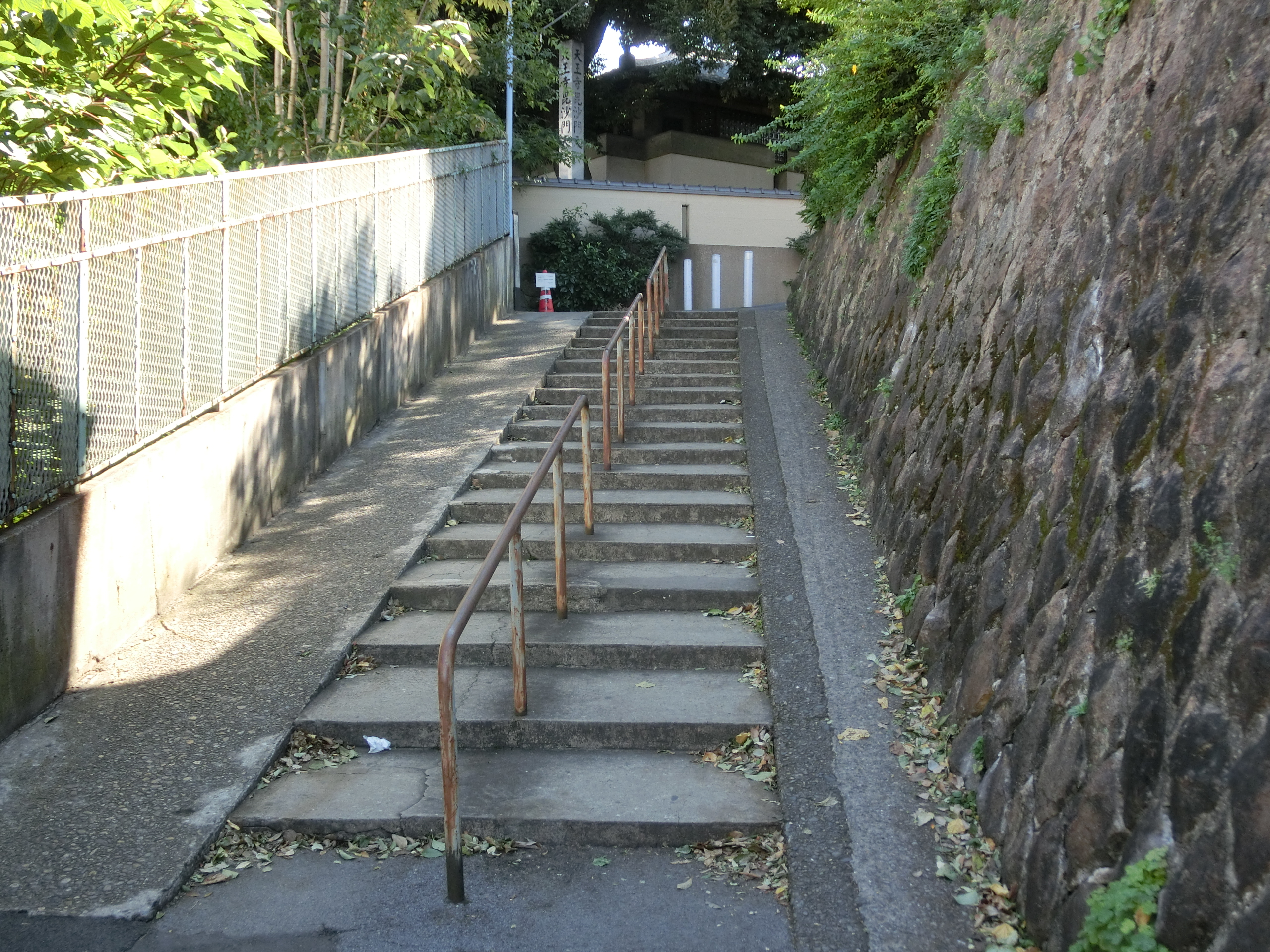
紅葉坂

紅葉坂（もみじざか）は、東京都台東区谷中七丁目にある坂。

## 位置と形状
JR日暮里駅南口改札（とんがり屋根のほうの改札）を左折し紅葉坂跨線橋を渡り左折したところから天王寺の西北ないしは北裏の石垣の下を谷中霊園方面に、左手に駅のホームを見下ろしながら上る細く、狭い階段。坂の北側は崖であり、グリーンのフェンスの下のほうに駅ホームの屋根がある状の石段坂。中央部が石段で、その両側がスロープになっており、坂の上には天王寺の石塀が見える。別名幸庵坂。

## 坂名の由来
『東都歳時記』に紅葉の名所として谷中天王寺が取り上げられている。山崎美成の『金杉日記』には、「天王寺うら幸庵坂下、又、三しま社のほとり秋色尤もふかし、林間に酒を煖むべし うすくこくそめし梢は花よりも 今ひとしほのもみぢ葉の色」とあり、紅葉の名所とされていた。坂名は紅葉が多かったことにちなむと考えられている。
台東区の立てた由来碑には、
とある。

## 近隣施設
- 日暮里駅
- 天王寺
- 谷中霊園